# Oleg Sergejewitsch Gubin
Oleg Sergejewitsch Gubin (russisch Олег Сергеевич Губин; * 12. April 1981 in Woskressensk, Russische SFSR) ist ein russischer Eishockeyspieler, der seit November 2017 erneut beim HK Spartak Moskau in der Kontinentalen Hockey-Liga unter Vertrag steht und bei Chimik Woskressensk eingesetzt wird.

## Karriere
Oleg Gubin begann seine Karriere als Eishockeyspieler in der Wysschaja Liga, der zweiten russischen Spielklasse, in der er von 1999 bis 2005 für Kristall Saratow, Neftjanik Leninogorsk, Chimik Woskressensk und Kristall Elektrostal aktiv war. Anschließend beendete der Angreifer die Saison 2004/05 bei Neftechimik Nischnekamsk in der Superliga, für das er jedoch nur ein Spiel bestritt. Zur folgenden Spielzeit kehrte Gubin in die zweite Liga zurück, in der er mit Krylja Sowetow Moskau auf Anhieb den Aufstieg in die Superliga erreichte. 
Im Laufe der Saison 2006/07 wechselte Gubin zu Sewerstal Tscherepowez, für das er in den folgenden dreieinhalb Jahren – zunächst in der Superliga und von 2008 bis 2010 in der neu gegründeten Kontinentalen Hockey-Liga – auf dem Eis stand. Nachdem er die Saison 2010/11 erneut in Tscherepowez begonnen hatte, wechselte Gubin nach sechs Einsätzen zu dessen Ligarivalen HK Spartak Moskau.
Zwischen Januar 2013 und dem Ende der Saison 2015/16 stand er bei HK Sibir Nowosibirsk unter Vertrag, anschließend bei Awtomobilist Jekaterinburg und ab Juli 2017 bei Amur Chabarowsk. Im November 2017 kehrte er zu Spartak Moskau zurück.

## Erfolge und Auszeichnungen
- 2006 Aufstieg in die Superliga mit Krylja Sowetow Moskau

## Statistik
(Stand: Ende der Saison 2016/17)